# Mario Belardinelli
Mario Belardinelli, né le 15 septembre 1919 à Rome et mort le 19 janvier 1998 à Formia, est un ancien joueur de tennis professionnel italien.

## Carrière
Joueur de tennis et pendant de nombreuses années directeur du centre fédéral de Formia, c'est un découvreur de talents comme Adriano Panatta, Paolo Bertolucci et dans une moindre mesure Corrado Barazzutti. Précurseur dans les méthodes de formation il est considéré comme l'un des artisans de la victoire italienne en Coupe Davis.
1/8 de finalistes à Roland-Garros en 1947 où il perd contre le Hongrois Jozsef Asboth.

## Palmarès
- 1947 : Gstaad (finale non jouée)
- 1948 : Vainqueur à Lugano contre Renato Gori
- 1948 : Finale à Beaulieu contre Jozsef Asboth[1]